# Galerina
Galerina Earle, Bulletin of the New York Botanical Garden 5: 423 (1909).
Galerina è un genere di funghi lignicoli o terricoli, saprofiti, di piccola taglia, che include più di 300 specie diffuse in tutto il mondo, alcune delle quali vengono spesso confuse con specie allucinogene del genere Psilocybe.
Hanno le seguenti caratteristiche:
cuticola del cappellosottile, asciutta, igrofana, con o senza residui di velo
lamelleadnate
gamboasciutto, nudo o con residui di velo
sporeda giallo a bruno, lisce o verrucose, amigdaliformi, di solito senza poro germinativo.

## Commestibilità
Senza valore. Almeno una specie (Galerina marginata) ha causato avvelenamenti mortali.

## Specie di Galerina
La specie tipo è Galerina vittiformis (Fr.) Earle (1909), altre specie incluse nel genere sono:
- Galerina autumnalis
- Galerina marginata
- Galerina mutabilis
- Galerina nana
- Galerina stylifera

## Tossicologia
Molte specie di Galerina contengono amanitina ed altre amatossine e pertanto il genere annovera svariate specie mortali.